# Golfo de Baratti
El golfo de Baratti es un golfo del extremo septentrional del municipio de Piombino, a lo largo de las costas de la península Italiana. En la parte septentrional está atravesado por el Paralelo 43° del hemisferio norte.
El golfo toma su nombre de la localidad de Baratti, situada en el extremo meridional, cerca de la cual se encuentran túmulos de época etrusca cerca del inmediato interior del golfo. Geográficamente, está delimitado al norte por los modestos promontorios de Poggio San Leonardo, mientras al sur está cerrado por la Torre di Baratti, que precede los apéndices septentrionales del Promontorio di Piombino de los cuales lo domina el centro medieval de Populonia.
La ensenada se caracteriza por un litoral arenoso, más extenso en la parte centro-septentrional del golfo, que tiende a reducirse notablemente hacia el extremo meridional donde surge el atracadero turístico del Porto di Baratti. Las profundidades resultan bajas, mientras que el arenal se caracteriza por los colores dorados y ámbar, que por la presencia de escorias de hierro, residuos de la elaboración del anteriormente mencionado metal durante el período etrusco.
En algunos tramos que retroceden en el golfo se desarrolla un pinar, caracterizada por la presencia de pinos rodenos y piñoneros, que se interrumpe sea por el extremo septentrional de la ensenada que en la central donde se desarrolla la necrópolis. En el sotobosque son presentes numerosos arbustos de la maquia mediterránea. En la parte meridional, el pinar deja espacio a otros tipos de vegetación, aunque en general puede reconducirse al típico ecosistema mediterráneo.